# Roze spijkerzwam
De roze spijkerzwam (Gomphidius roseus) is een schimmel behorend tot de familie Gomphidiaceae. De helderroze tot rode hoed en de wijd uiteenstaande, aflopende plaatjes maken deze soort goed herkenbaar. Hij komt voor in naaldbossen op droge, zure voedsel- en strooiselarme zandgrond. Hij is de mycorrhizasymbiont van dennen (Pinus) en komt meestal voor samen met de koeienboleet (Suillus bovinus). Vruchtlichamen komen voor van juli tot oktober.

## Kenmerken

### Uiterlijke kenmerken
Hoed
De hoed is 3 tot 6 cm in diameter. De vorm is halfbolvormig bij jonge exemplaren, later zacht, bij oudere exemplaren plat en verzonken in het midden. De randen van de hoed zijn lang opgerold en bij droog weer is het droog in nat en glad. De kleur is roze via grijsroze tot felrood.
Lamellen
De lamellen staan wijd uiteen. Ze zijn sterk aflopend, dik, gegaffeld en aderig verbonden. De kleur is wit of groenachtig wit, dan bleekgrijs of asgrijs en ten slotte donker olijfgrijs.
Steel
De steel cilindrisch, vaak naar de voet versmald, wittig, plaatselijk met roze of rode tinten, bij vocht kleverig, maar snel droog. Bij jonge exemplaren bevindt zich een kleurloos, slijmig velum tussen de hoedrand en de steel, dat als een vage, slijmige ring aan de steel achterblijft, die door rijpe sporen vaak zwart gevlekt is.
Geur en smaak
Geur en smaak is onbeduidend. 
Sporenprint
De sporenprint is donkerbruin of zwart. 

### Microscopische kenmerken
De sporen zijn olijfbruin, spoelvormig, glad, met enkele oliedruppels en meten 15-20 × 4-5,5 µm.

## Ecologie & verspreiding
Hij leeft parasitair op het mycelium van de koeienboleet (Suillus bovinus), in naaldbossen op droge, voedselarme zandgrond, ook bij verspreid staande grove dennen in heidevegetaties en wegbermen. Vrij algemeen op de hoge zandgronden en in de kalkarme duinen. 

## Verspreiding
De roze spijkerzwam wordt gevonden in Noord-Amerika, Europa en Azië. Hij is wijdverbreid in Europa, in Azië wordt hij alleen in Korea en Japan waargenomen. Hij staat op de rode lijsten van bedreigde soorten in Polen, België, Tsjechië, Duitsland en Slowakije. In Europa vrij algemeen in de natuurlijke naaldbossen op arme grond. 
In Nederland komt hij algemeen voor. Hij staat niet op de rode lijst en is niet bedreigd. De roze spijkerzwam is minder algemeen dan zijn partner de koeienboleet. Na een sterke teruggang na 1970 vertoont de trend een stijgende lijn.

## Naamgeving
De wetenschappelijke naam van de soort werd gepubliceerd in 1821 door Elias Magnus Fries als Agaricus glutinosus. Hij deelde de soort in 1838 in bij Gomphidius. 